# Ворошиловский район (Донецк)
Вороши́ловский район (укр. Вороши́ловський район) — центральный район Донецка, расположен на правом берегу Кальмиуса (Нижнекальмиусского водохранилища).
- Площадь — 10 км²
- Основан в 1973 году.

Назван в честь советского военачальника К. Е. Ворошилова.

## Население
Население района по переписи 2001 года составляло 94 228 человек.

### Языковой состав
Родной язык населения по данным переписи 2001 года:
| Язык       | Численность, чел. | Доля     |
| ---------- | ----------------- | -------- |
| Украинский | 9 656             | 10,25 %  |
| Русский    | 83 002            | 88,08 %  |
| Другое     | 1 570             | 1,67 %   |
| Итого      | 94 228            | 100,00 % |

## Достопримечательности

### Управления
В районе находятся все центральные городские и областные органы управления Донецка и Донецкой области:
- Донецкая областная государственная администрация и областной совет
- Донецкий городской совет и исполнительный комитет
- Донецкое городское и областное управление МВД
- Донецкая городская и областная прокуратура и другие.

### Искусство и культура
- Донецкий академический государственный театр оперы и балета им. А.Б.Соловьяненко
- Донецкий академический украинский музыкальный театр
- Донецкая государственная академическая филармония
- Донецкий театр кино им. Т. Г. Шевченко
- Кинотеатр «Звёздочка»
- Донецкий областной художественный музей
- Донецкий городской выставочный комплекс «Аквариум»
- «Женщина-птица»

### Парки
- Центральный парк культуры и отдыха имени Щербакова
- Городской сад
- Сквер «Сокол»
- Преображенский сквер
- Донецкий парк кованых фигур и резных скульптур
- Украинская степь

### Торговля и туризм

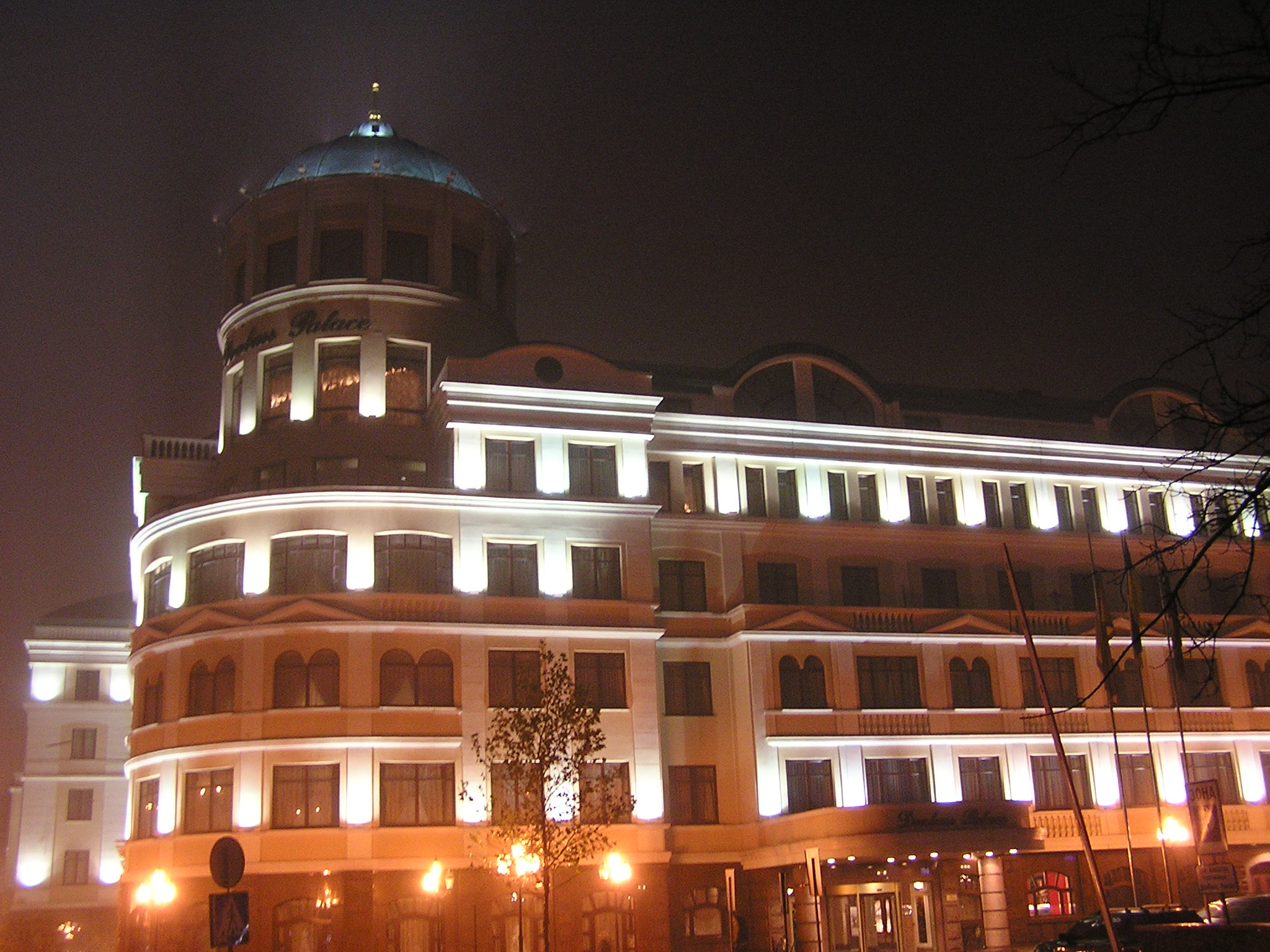
Гостиница «Донбасс Палас»

- Торговые комплексы «Белый Лебедь», «ЦУМ», «Золотое кольцо», «Планета», ТЦ Green Plaza и другие,
- Гостиницы «Виктория», «Донбасс Палас» (одна из лучших на Украине), «Украина», «Киев», «Динамо», «Великобритания», «Рамада» (бывшая гостиница «Турист», затем «Атлас»), «Централь».

### Образование
- Донецкий национальный университет
- Донецкий национальный технический университет
- Донецкий институт автомобильного транспорта
- Донецкий Областной Дворец Детского и Юношеского Творчества
- ФМШ СШ № 17 (физико-математическая Школа).
- Донецкий государственный университет информатики и искусственного интеллекта
- Донецкая Академия Автомобильного Транспорта
- Донецкая Классическая Гуманитарная Гимназия (ДКГГ)
- Донецкая общеобразовательная школа №5
- Донецкая Общеобразовательная школа №9
- Донецкий транспортно-экономический колледж
- The London School Of English
- Учебно-воспитательный комплекс №1
- Yuppie Language Club (курсы английского языка). Архивировано 2 февраля 2013 года.

### Спорт
- Донбасс Арена
- Дворец спорта «Динамо»
- Стадион «Шахтер»

### Религия
На территории Ворошиловского района действует Преображенское благочиние Донецкой епархии УПЦ МП
| Фото | Название                                 | Описание | Расположение                                                         |
| ---- | ---------------------------------------- | --- | -------------------------------------------------------------------- |
|      | Свято-Преображенский кафедральный собор  | Построен в 2006 году, АОЗТ «Донбассгражданпроект», архитектор Ануфриенко В. В.                                         | пл. Соборная 1                                                       |
|      | Храм Рождества Христова                  | Построен в 2000 году, архитектор Вигдергауз, Павел Исаакович                                                           | сквер Павших коммунаров, ул. Кобозева, 7                             |
|      | Храм Святого Мученика Иоанна-Воина       | | ул. Горького, 61                                                     |
|      | Храм Козельщанской иконы Божией Матери   | | пр. Комсомольский, 11                                                |
|      | Свято-Анастасиевский храм                | | бул. Пушкина, 7а                                                     |
|      | Храм Андрея Первозванного                | открыт в 2011 году, архитектор Зинченко, ГИП — Перепелица Леонид Дмитриевич, проект создан АОЗТ «Донбассгражданпроект» | ул. Артема, 58, около третьего корпуса ДонНТУ                        |
|      | Часовня Преподобного Сергия Радонежского | в настоящий момент демонтирована                                                                                       | пл. Соборная                                                         |
|      | Свято-Николаевский храм                  | | ПрАО «„Донецксталь“ — металлургический завод», ул. Челюскинцев, 174а |
|      | Храм Святой равноапостольной Нины        | | ул. Артёма, 198б/44                                                  |
|      | Свято-Борисо-Глебский храм               | | ул. Университетская, 24, Донецкий национальный университет           |

### Памятники
| Фото | Год установки | Название | Авторы | Краткое описание | Расположение                                | Охранный статус                                                                                      |
| ---- | ------------- | --- | --- | --- | ------------------------------------------- | --- |
|      | 1957          | Группа могил борцов за Советскую власть                                                                                                 | архитекторы — Равин Е. А., Куликов Н. В. | Памятник участникам Гражданской войны. Три братских могилы продотрядовцев и две отдельных могилы. Памятник выполен из гранита. Высота обелиска 3,5 м, размер плит 0,6×1,2 м                                                               | ул. Артёма, 36; сквер им. Павших коммунаров | Памятник истории местного значения (№ 3), взят на государственный учёт 17.12.1969 г. решением № 724  |
|      | 1995          | Дом в котором работал Гроссман Василий Семёнович, русский писатель                                                                      | Авторы мемориальной доски: скульптор Балдин Ю. И. и архитектор Кишкань В. П. | Здание городской больницы № 1 (бывшее здание Медицинского института) построено в 1930-е из кирпича. Мемориальная доска из красного гранита установлена в 1995 году на фасаде со стороны ул. Артёма. Размеры мемориальной доски 0,6×1,45 м | ул. Артёма, 77                              | Памятник истории местного значения (№ 18), взят на государственный учёт 29.03.1999 г. решением № 161 |
|      | 1937          | Памятник Дзержинскому | скульптор В. Белашова | Памятники государственным и политическим деятелям | Ворошиловский                               | |
|      | 1953          | Памятник стратонавтам | скульпторы Е. И. Белостоцкий, Э. И. Фридман, Г. Л. Пивоваров, архитектор Н. К. Иванченко                                                                                                 | Памятник деятелям науки и техники | Ворошиловский                               | |
|      | 1954          | Памятник Гурову | скульпторы Е. И. Белостоцкий и Э. М. Фридман, архитектор Н. К. Иванченко | Великая Отечественная война | Ворошиловский                               | |
|      | 1955          | Памятник Тарасу Шевченко | скульпторы: М. К. Вронский, А. П. Олейник, архитектор: В. А. Шарапенко | Памятники деятелям культуры | Ворошиловский                               | |
|      | 1955          | Памятник Берви Флеровскому на его могиле                                                                                                | | Памятники деятелям науки и техники | Ворошиловский                               | |
|      | 1964          | Памятник Гринкевичу | | Великая Отечественная война | Ворошиловский                               | |
|      | 1967          | Памятник Ленину на площади Ленина | скульптор Э. М. Кунцевич, архитекторы Н. К. Иванченко и В. Н. Иванченко | Памятники государственным и политическим деятелям | Ворошиловский                               | |
|      | 1967          | Памятник Артёму | скульптор В. М. Костин, архитекторы Н. К. Яковлев, Н. М. Поддубный | Памятники государственным и политическим деятелям | Ворошиловский                               | |
|      | 1969          | Памятник Пушкину на бульваре Пушкина у драмтеатра                                                                                       | скульптор Наум Абрамович Гинзбург, архитектор С. Томилло | Памятники деятелям культуры | Ворошиловский                               | |
|      | 1977          | Памятник преподавателям, воспитанникам и сотрудникам Донецкого политехнического института                                               | скульптор Ясиненко, Николай Васильевич | Великая Отечественная война | Ворошиловский                               | |
|      | 1997          | Колокол из города-побратима Бохума | копия работы Якоба Майера 1859 года | Дар города-побратима | Ворошиловский                               | |
|      | 1998          | Памятник сотрудникам органов внутренних дел                                                                                             | скульптор Порожнюк А. Н., архитектор — Олейник Ю. П. | Памятник представителям профессий | Ворошиловский                               | |
|      | 2001          | Памятник Джону Юзу | скульптор Скорых, Александр Митрофанович | Памятник видным организаторам промышленного производства | Ворошиловский                               | |
|      | 2001          | Царь-пушка | копия работы Андрея Чохова 1586 года | Дар города-побратима | Ворошиловский                               | |
|      | 2001          | Донецкий парк кованых фигур и резных скульптур                                                                                          | | Произведения кузнечного искусства | Ворошиловский                               | |
|      | 2002          | Статуя «Архистратиг Михаил» у Свято-Преображенского кафедрального собора                                                                | скульптор Георгий Куравский | Дар города-побратима | Ворошиловский                               | |
|      | 2002          | Памятник Туган-Барановскому | скульптор Николай Посполитак | Памятник деятелю науки и техники | Ворошиловский                               | |
|      | 2002          | "Гордость Украины — Анатолий Соловьяненко — «Шахтерский герцог»                                                                         | скульптор Скорых, Александр Митрофанович, архитектор — Вязовский, Виталий Евгеньевич | Памятники деятелям культуры | Ворошиловский                               | |
|      | 2003          | Скифская композиция — Пектораль из кургана Толстая Могила, скифский воин («Золотой скиф») и скифский шлем                               | скульпторы Балдин, Юрий Иванович и Киселёв, Владимир Григорьевич | Памятник археологии и древней культуры | Ворошиловский                               | |
|      | 2005          | Фронтонная фигура Мельпомены на донецком драматическом театре                                                                           | скульптор Балдин, Юрий Иванович | Памятник мифическому персонажу | Ворошиловский                               | |
|      | 2006          | Памятник жертвам чернобыльской катастрофы                                                                                               | скульптор Балдин, Юрий Иванович, архитектор Бучек, Владимир Степанович | Памятник пострадавшим от техногенных катастроф | Ворошиловский                               | |
|      | 2006          | Украинская степь | скульпторы: Пётр Антып, Владимир Бабак, Александр Дьяченко, Александр Мацюк, Владимир Кочмар, Михаил Кушнир, Николай Водяной, Григорий Кудлаенко, Василий Ярыч, Трот Матиас, Пауль Ганди | Памятник природному объекту | Ворошиловский                               | |
|      | 2006          | Памятник The Beatles | скульптор Антипов, Владимир | Памятники деятелям культуры | Ворошиловский                               | |
|      | 2007          | Реки Донбасса | | Памятник природному объекту | Ворошиловский                               | |
|      | 2007          | Пальма Мерцалова у облгосадминистрации                                                                                                  | копия работы Алексея Мерцалова 1898 года, выполнил Евгений Ермак | Произведение кузнечного искусства | Ворошиловский                               | |
|      | 2007          | Скульптурные композиции, олицетворяющие основные промышленные отрасли региона: металлургическую промышленность, угольную промышленность | скульптор Беро, Георгий Леонтьевич | Промышленные отрасли региона | Ворошиловский                               | |
|      | 2007          | Памятник Александру Зиновьевичу Астраханю                                                                                               | скульптор Скорых, Александр Митрофанович | Памятник видным организаторам промышленного производства | Ворошиловский                               | |
|      | 2008          | «Юность» | скульптор Николай Билык | Образец парковой скульптуры | Ворошиловский                               | |
|      | 2008          | Добрый ангел Мира | Авторы концепции Пётр Тимофеевич Стронский и Олег Витальевич Олейник | Памятник мифическому персонажу | Ворошиловский                               | |
|      | 2009          | Памятник Ватутину | скульпторы Пискун, Виктор Фёдорович, Ф. Пискун | Великая Отечественная война | Ворошиловский                               | |
|      | 2010          | памятник страховому агенту в образе Юрия Деточкина, персонажа кинокомедии «Берегись автомобиля»                                         | скульптор Игорь Макогон | Памятник представителю профессии | Ворошиловский                               | |
|      | 2010          | Мемориал 6 Чемпионата Мира по пожарно-спасательному спорту                                                                              | Евгений Щербаков | Памятник представителю профессий | Ворошиловский                               | |
|      | 2014          | «Друг» | скульптор Акмаев, Равиль | Скульптура человека, держащего зонт над собакой | Ворошиловский                               | |
|      | 2023          | «Памятник шахтёрам — защитникам Донбасса»                                                                                               | скульптор Алексей Чебаненко и архитектор Андрей Белый | Памятник был открыт 9 сентября 2023 на площади перед бывшим зданием Правительства Донецкой области. Представляет собой две скульптуры советского и российского военных.                                                                   | Ворошиловский                               | |

## Основные автомагистрали
В районе соблюдена строгая прямоугольная сеть дорог — идущие с юга на север называются улицами (ранее — линиями), с запад на восток — проспектами.
Улицы:
- ул. Артёма (центральная улица города),
- ул. Университетская,
- ул. Челюскинцев,
- ул. Постышева,
- ул. Щорса,
- ул. Розы Люксембург,
- ул. 50-летия СССР,
- ул. Набережная,
- ул. Шекспира,
- ул. Горького,
- ул. Кобозева,
- ул. Красноармейская,
- ул. Зелёная,
- ул. Генерала Антонова,
- ул. Коваля и другие;

Проспекты:
- просп. Ильича,
- просп. Гурова,
- просп. Лагутенко,
- просп. Труда,
- просп. Павших Коммунаров,
- просп. Садовый,
- просп. Дзержинского,
- просп. Комсомольский,
- просп. Богдана Хмельницкого,
- просп. Мира,
- просп. Ватутина,
- просп. Гринкевича,
- просп. Театральный,
- просп. Маяковского,
- просп. 25-летия РККА и другие;

Бульвары:
- бул. Пушкина (с юга на север),
- бул. Шевченко (с запад на восток),
- бул. Школьный (с севера на юг в северо-восточной части района).

## Микрорайоны
Комитеты самоорганизации населения : Микрорайоны 4,11,12,18,21,23,27, 29; Квартальные комитеты −4,5

## Здравоохранение
- Донецкий региональный центр охраны материнства и детства
- Городская больница № 1 («Вишневского»)
- Городская больница № 4 («Студенческая»)
- Городская больница № 5
- Противотуберкулёзный диспансер № 1

## Промышленные предприятия
- 1-й Авторемонтный завод — прекративший свою деятельность. На его месте будут построены жилые дома

## Городской транспорт
- Донгорэлектротранспорт:
  - троллейбус — маршруты № 2 — главный маршрут города (к железнодорожному вокзалу), 4, 7, 8, 11, 12 (редко), 15 (редко) — в восточные районы города, к Макеевке, 5, 6, 9, 10, 13, 14, 17 — в Ленинский, Куйбышевский и Киевский районы города,
  - трамвай — маршруты № 1 — главный маршрут города (к железнодорожному вокзалу), 9, 10, 11 (редко), 14 (редко) — на юго-восток города, № 3, 4, 5, 8 — на юго-запад города.
- Автовокзал «Южный» (Мариупольское, Запорожское направление), Автостанции «Центр», «Крытый рынок»
- Метрополитен — строится станция «Политехнический институт», планируются — «Площадь имени Ленина», «Белый Лебедь», «Парковая».